# Ambroise Vollard
Pour les articles homonymes, voir Ambroise Vollard (homonymie) et Vollard.
Ambroise Vollard est un marchand d'art, galeriste, éditeur et écrivain français né le 3 juillet 1866 à Saint-Denis de La Réunion et mort le 22 juillet 1939 à Versailles.
Il révéla Paul Cézanne, Paul Gauguin, Vincent van Gogh, Henri Matisse, Pablo Picasso,. Avant-gardiste en matière d'art moderne, il se lia d'amitié avec les plus grands peintres de la fin du XIXe siècle et du début du XXe siècle. Passionné du Père Ubu d'Alfred Jarry, il était fasciné par la littérature.

## Biographie
Fils de notaire, le jeune Ambroise quitte son île natale pour poursuivre des études à Montpellier, mais c'est à Paris qu'il fera finalement son droit. Il y développe une passion pour la peinture qui l'amène à se lancer dans le commerce de dessins et d'estampes dès 1890 dans son appartement montmartois. Il ouvre sa première véritable galerie parisienne en septembre 1893, au 37 rue Laffitte, la galerie Vollard.
Vollard expose par la suite de nombreux artistes majeurs comme Gauguin ou Matisse, ce dernier en 1904. Il en fréquente beaucoup d'autres, notamment Paul Cézanne ou Auguste Renoir, qui peindront son portrait, ainsi que les nabis. Il devient l'ami de Maurice de Vlaminck et contribue énormément à sa reconnaissance.

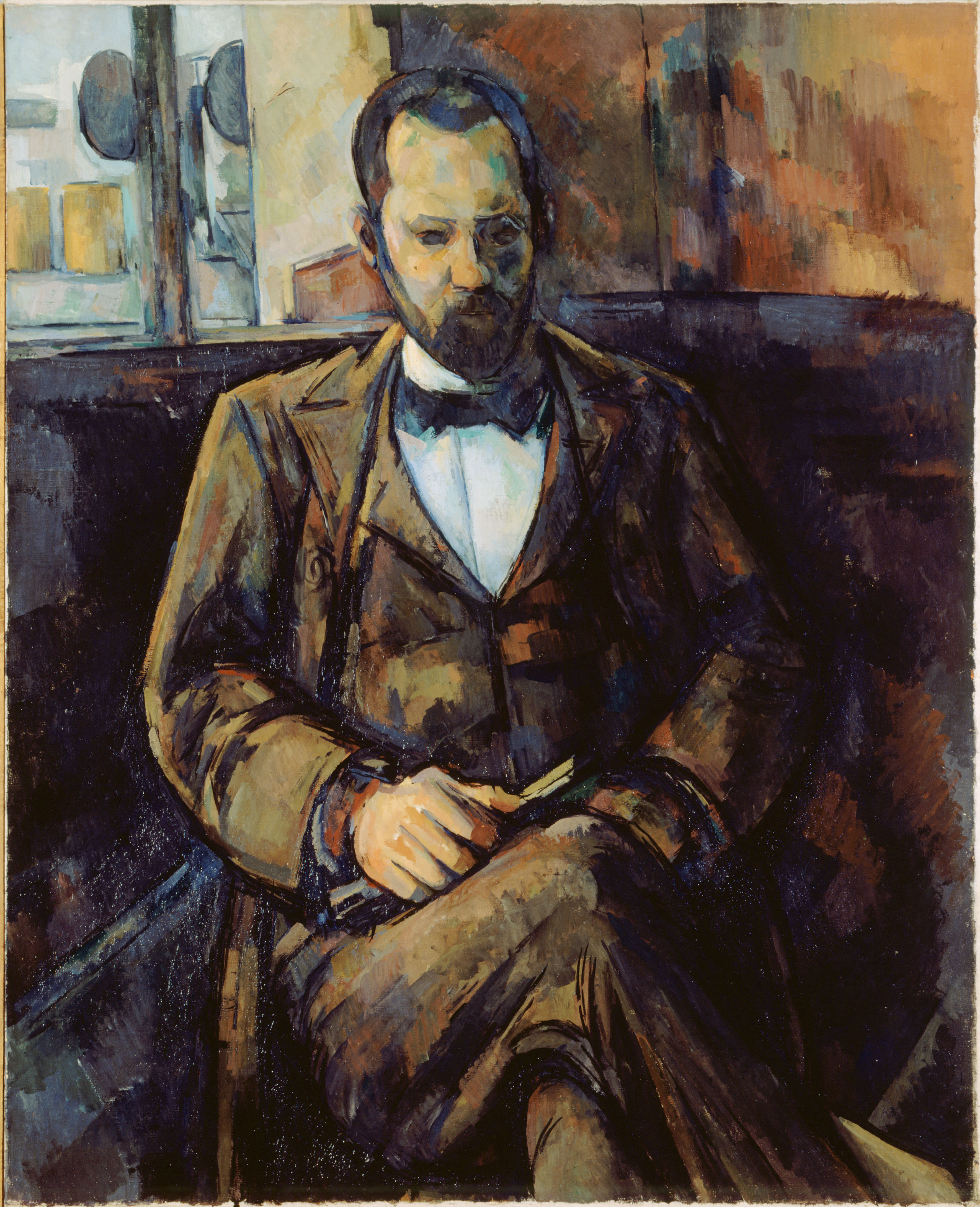
Paul Cézanne : Ambroise Vollard, huile sur toile, 1899, Paris, Petit Palais.

Il se lance dans l'édition sous le nom de « Ambroise Vollard, éditeur », et publie de nombreux poètes dans des recueils illustrés par autant de grands maîtres. Fin 1895, il lance un album contenant neuf lithographies en couleurs, suite intitulée Les Peintres-graveurs, puis l'année suivante commence l'édition de l'Album d'estampes originales de la Galerie Vollard, qui comprend plusieurs séries.
Vollard a publié 44 ouvrages illustrés et près de 80 gravures, notamment par le biais du tireur Auguste Clot.
En 1897 et 1898, Alfred Sisley, Pierre Bonnard, Ker-Xavier Roussel et Édouard Vuillard, entre autres, exécutent à sa demande des lithographies en couleur.
Il compte parmi ses clients de grands collectionneurs comme Gertrude Stein et son frère Leo, Ivan Morozov et Sergueï Chtchoukine, ou encore l'Américain Barnes.

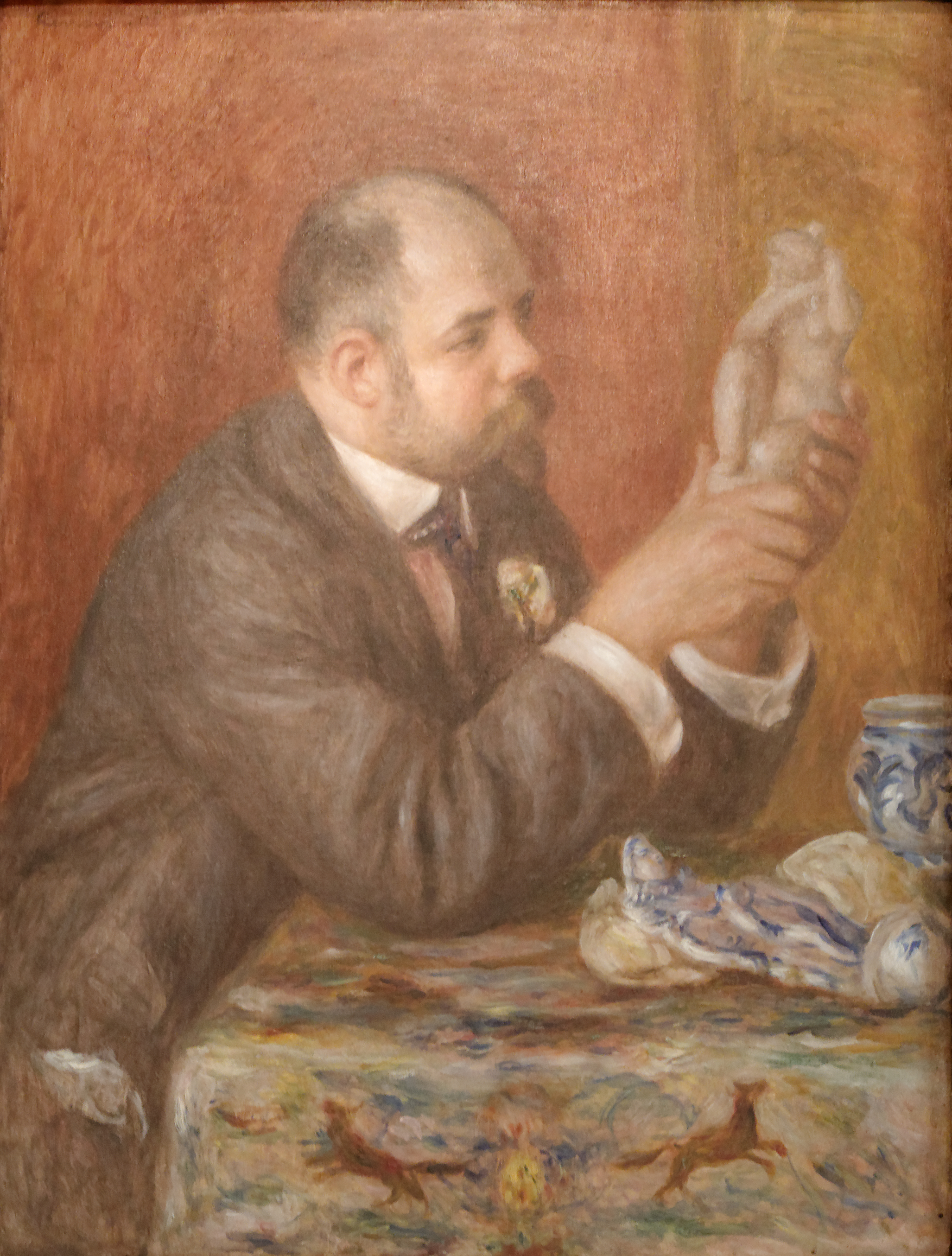
Ambroise Vollard (1908) par Auguste Renoir.
Vollard est ici présenté sous des traits quelque peu idéalisés : c'était, à cette époque, un homme gros, souvent moqué pour sa calvitie et son nez bulbeux.

Il rencontre Alfred Jarry au cours de l'année 1900, dans le cadre de la préparation de l'Almanach du Père Ubu. À son contact, Vollard se découvre écrivain et commet, plus tard, notamment plusieurs variations, autour du personnage Ubu, à partir de 1917.

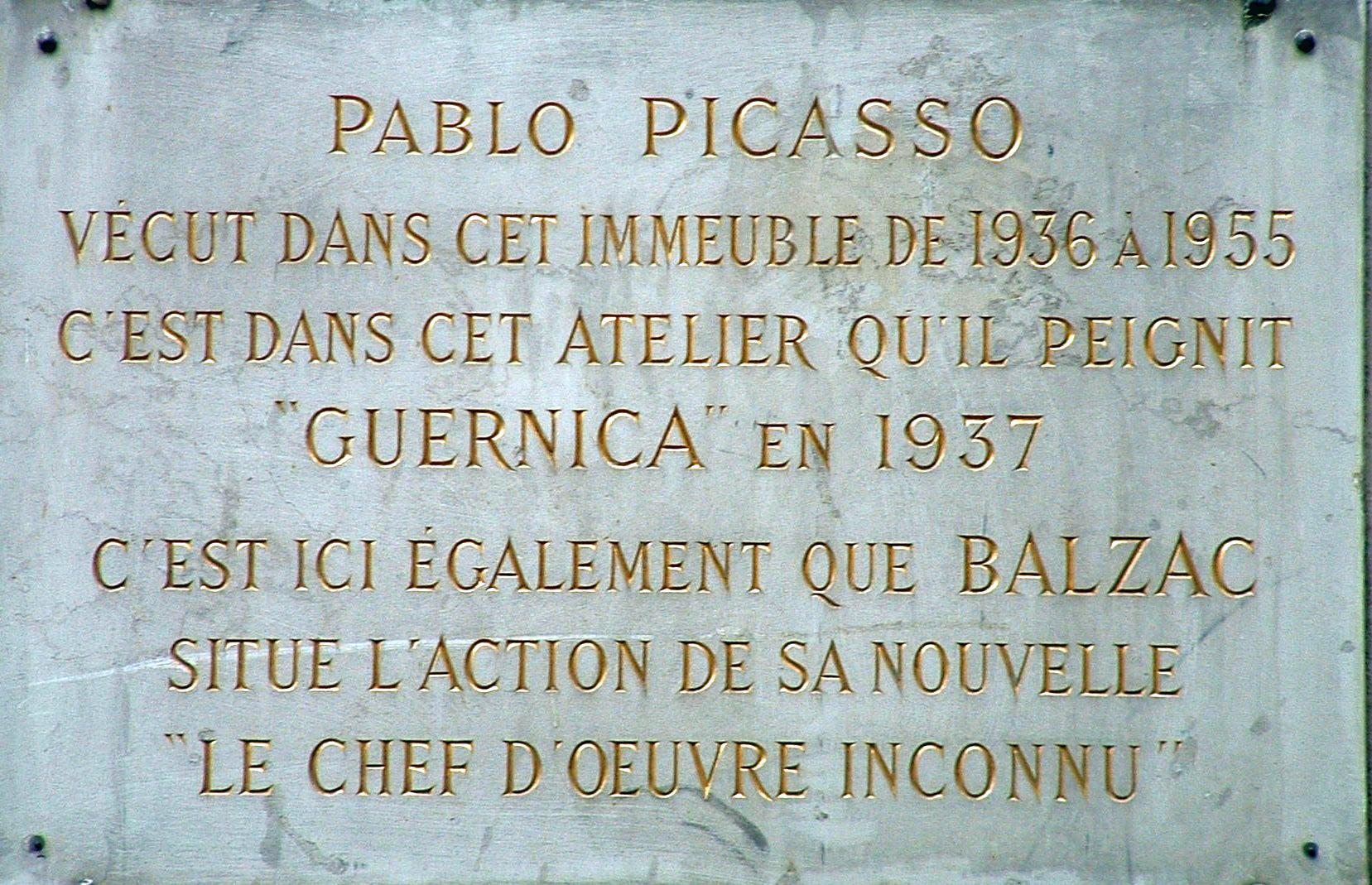
Plaque commémorative du 7, rue des Grands-Augustins.

C'est chez lui qu'a lieu en juin 1901 la première exposition, conjointement avec Francisco Iturrino, de Pablo Picasso, jeune peintre espagnol récemment installé à Paris (et qui peindra également son portrait). Vollard publiera aussi plusieurs ensembles de gravures de Picasso, dont Le Chef-d'œuvre inconnu de Balzac, en 1931, et, surtout, la Suite Vollard, forte de cent planches réalisées entre 1930 et 1937.
Entre 1913 et 1918, Vollard convainc Auguste Renoir, déjà paralysé par une sévère polyarthrite rhumatoïde, de s'adonner à la sculpture en s'adjoignant la collaboration de Richard Guino, un jeune sculpteur d'origine catalane qu'Aristide Maillol, d'abord approché, a recommandé. Rémunéré par Vollard, Guino pour Renoir crée des œuvres majeures : Vénus Victrix, le Jugement de Pâris, la Grande Laveuse, le Forgeron,.
En 1914, la guerre oblige Vollard à fermer sa galerie parisienne. Par sécurité, il transfère ses tableaux dans la région de Saumur. Il ne rouvre qu'en 1919 après la fin des hostilités. Il est cependant expulsé de sa galerie[réf. nécessaire] du fait du percement du boulevard Haussmann en 1924, ce qui l'oblige à déménager dans le 7e arrondissement dans son hôtel particulier au 28 rue de Martignac, qu'il n'ouvre que sur rendez-vous.
En 1930, il prend Marie Dormoy à son service comme secrétaire. Elle fera également fonction de dame de compagnie, jusqu'à la mort de Vollard en 1939, en l’accompagnant à Vittel où il se rend régulièrement en cure (Léautaud la soupçonnait d'avoir été sa maîtresse, comme elle l'avait été de l'écrivain André Suarès).
Le 23 août 1939, Le Réunionnais annonce la mort d'Ambroise Vollard dans un accident de voiture, peu après ses 73 ans. Il semblerait qu'alors qu'il dormait à l'arrière du véhicule, un cahot de la route ait précipité sur sa nuque une statue de Maillol posée sur la plage arrière. Mais pour Paul Morand dans Journal inutile (tome 2, p. 292) sa mort serait liée au choc d'une casserole contenant du poulet au curry installée à l'arrière de sa Rolls lors de l'accident.[réf. nécessaire]

### Distinctions
- Officier de l'Instruction publique (1911)[18]
- Chevalier de la Légion d'honneur (1925)
- Commandeur du Nichan Iftikhar (1920)

## Postérité
Lorsque Ambroise Vollard meurt subitement en 1939, des projets en cours sont interrompus et le fonds d'estampes du célèbre marchand d'art intéresse beaucoup de monde, y compris aux États-Unis.
Comme il n'a pas pris le soin de modifier le testament fait en 1911, son inestimable collection de plusieurs milliers d’œuvres est dispersée ; cependant, la partie réservée à ses ayants droit étant inaliénable, ceux-ci doivent régler à l'État les frais afférents et, pour cela, mettent en vente certaines pièces. Certains de ses tableaux se retrouvent donc dans les plus grands musées du monde ou dans des collections privées.
Accompagné de Martin Fabiani, Henri Marie Petiet, marchand et éditeur d'estampes, se rapproche de Lucien Vollard, frère d'Ambroise, puis découvre en août 1941 la collection d'environ 31 000 estampes de ce dernier. Petiet acquiert finalement l'ensemble du fonds d'estampes de Vollard à la fin de la Seconde Guerre mondiale.

### Le dépôt de la Société générale
Entre 1938 et juillet 1939, Vollard a comme secrétaire Erich Šlomović un étudiant de nationalité yougoslave. En septembre 1939, après la mort de Vollard et au moment de l'entrée en guerre, Šlomović, confie aux coffres d'une agence de la Société générale à Paris une partie d'un lot global de près de 500 pièces et en emmène une autre partie à Zagreb où a lieu une exposition en 1940. Šlomović est assassiné par les nazis à la fin de 1942. L’agence bancaire parisienne résilie le contrat de garde en 1946, ouvre le coffre et va conserver son contenu à Nantes jusqu’en 1977, où il est inventorié par un commissaire-priseur en vue d'une vente qui est annoncée dans la presse.
Alertés, les héritiers des deux parties, Vollard et Šlomović, s'opposent et attaquent la banque. Finalement, la conduite de la banque est jugée comme conforme à la loi, les œuvres sont partagées entre les héritiers des deux parties mais au plus grand bénéfice de ceux d’Ambroise Vollard car, si la cour n’apportait pas la preuve que Šlomović avait bien exercé des fonctions de courtier ou même de préposé pour le compte de Vollard, il ne fallait pas omettre la possibilité d’un mandat occasionnel ayant pu porter sur tout ou partie des œuvres qui lui avaient été remises.
Les cent quarante-et-une pièces retrouvées dans le coffre de la banque, sont vendues en juin 2010 par Sotheby's à Paris et à Londres. Le reste de la collection de Šlomović, constituée d'environ trois cent cinquante pièces, se trouve aujourd'hui encore au musée national de Belgrade.
Un litige est en cours (2014) devant une cour de Belgrade entre les héritiers Šlomović, la succession Vollard et l'État serbe pour déterminer la propriété de ces tableaux.

### Commentaire
Dans son livre Sympathie pour le Fantôme, l'écrivain Michaël Ferrier rappelle qu'Ambroise Vollard fut « le plus souvent ignoré par les critiques d’art français. Depuis longtemps pourtant, les collectionneurs russes et américains l’avaient repéré et lui tressaient des louanges : en 1936, il avait été l’un des rares invités de Barnes dans sa fameuse Fondation, interviewé à cette occasion par le journal The New Yorker. »

### Hommages
- La première compagnie théâtrale professionnelle de La Réunion prend le nom de Théâtre Vollard en 1979.
- Un lycée de Saint-Pierre de La Réunion[23] porte son nom.

## Expositions et conservation
Quelque cent soixante-dix pièces ont été rassemblées en 2007 au musée d'Orsay à l'occasion de l'exposition « De Cézanne à Picasso, chefs-d’œuvre de la galerie Vollard »,.
En 2021, le Petit Palais organise la rétrospective « Édition limitée. Vollard, Petiet et l'estampe de maîtres ».
Une petite partie de la collection Vollard est conservée au musée Léon-Dierx de Saint-Denis de la Réunion, donation d'Ambroise Vollard en 1912 et donation de son frère en 1947.

## Écrits
Certains des titres ci-dessous sont sortis en édition limitée et numérotée avec des estampes signées aux éditions Ambroise Vollard.
- Jean-Louis Forain, [S.l.] : [s.n.] , [1905].
- Auguste Renoir, Paris, Éditions Georges Crès, 1910 — plusieurs rééditions.
- Paul Cézanne, Paris, Éditions G. Crès, 1914.
- Degas (1834-1917), Paris, Éditions G. Crès, 1924.
- Sainte Monique, Paris, Éditions Émile-Paul, 1927.
- Recollections of a Picture Dealer, Boston, Little Brown, 1936 — publié en français : Souvenirs d'un marchand de tableaux, Paris, Albin Michel, 1937.
- En écoutant Cézanne, Degas, Renoir, Paris, Bernard Grasset, 1938 — réédition avec une préface de Maurice Rheims, 2003.

### Le Père Ubu
- Le Père Ubu à l'hôpital, Paris, 1917.
- Le Père Ubu à l'aviation, croquis par Pierre Bonnard, Paris, Éditions G. Crès, 1918.
- La politique coloniale du Père Ubu, croquis par Georges Rouault, Éditions G. Crès, 1919.
- Le Père Ubu à la guerre, dessins de Jean Puy, Paris, Éditions G. Crès, 1920.
- Les réincarnations du Père Ubu, illustrations de Georges Rouault, Paris, Le Divan, 1925.
- Le Père Ubu au pays des soviets, Paris, Librairie Stock, 1930.